# Cerastium ballsii
Cerastium ballsii là loài thực vật có hoa thuộc họ Cẩm chướng. Loài này được Maire mô tả khoa học đầu tiên năm 1937.